# Megastylus excubitor
Megastylus excubitor là một loài tò vò trong họ Ichneumonidae.